# Квекве

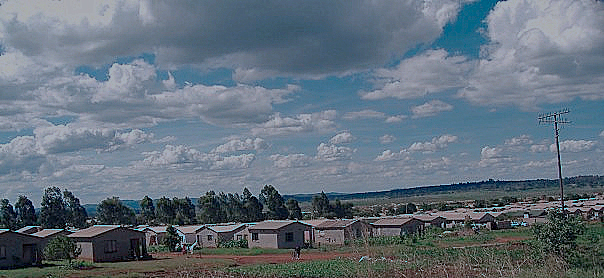
, пригород Квекве.

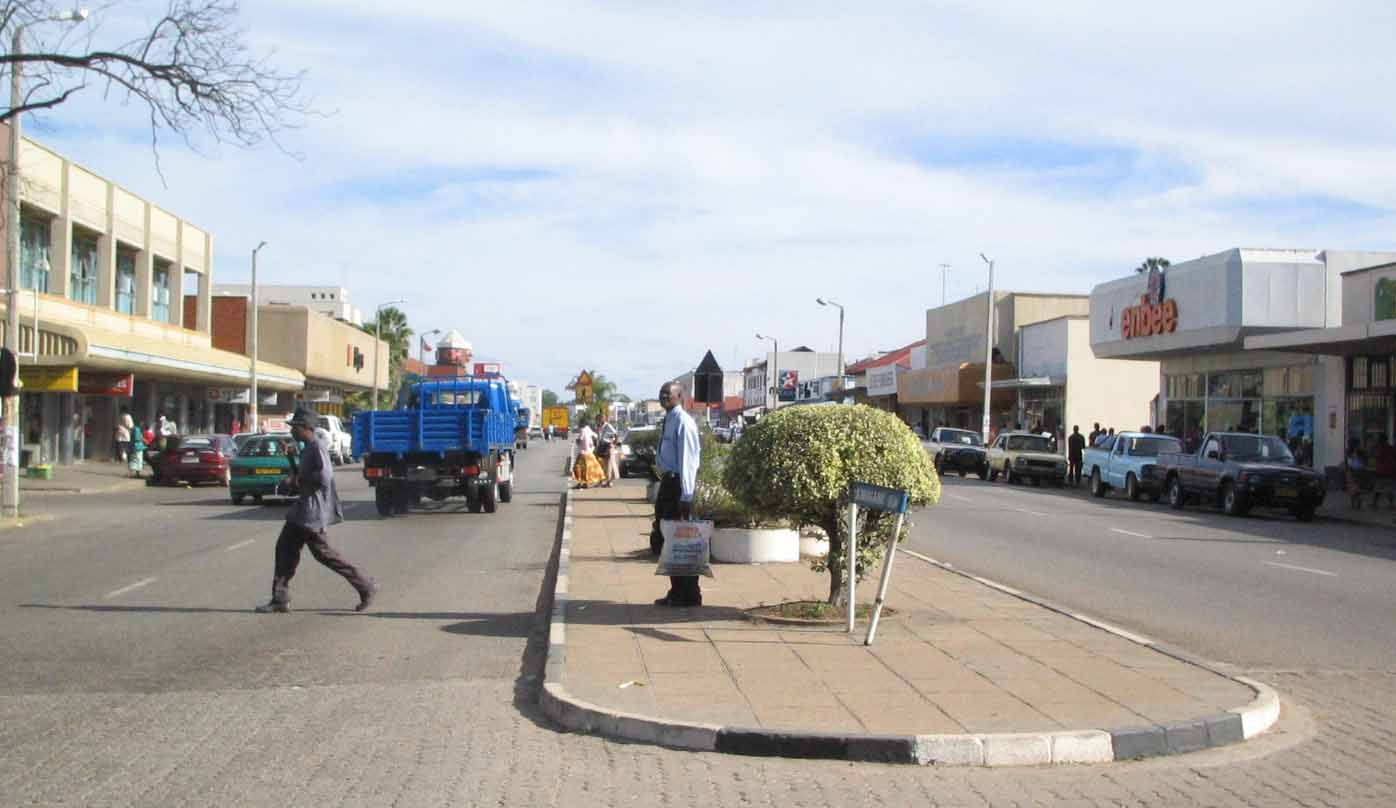
На центральной улице города.

Кве́кве (англ. Kwekwe) — город в Зимбабве. Является административным центром провинции Мидлендс и одноимённого себе округа. Население — 108 178 человек (по оценке 2017 года).

## Климат
Город расположен в глубине страны, в самом её центре.
| Показатель                                                                                  | Янв.  | Фев.  | Март | Апр. | Май  | Июнь | Июль | Авг. | Сен. | Окт. | Нояб. | Дек.  | Год   |
| ------------------------------------------------------------------------------------------- | ----- | ----- | ---- | ---- | ---- | ---- | ---- | ---- | ---- | ---- | ----- | ----- | ----- |
| Средний суточный максимум, °C                                                               | 28,4  | 28,2  | 28,3 | 27,6 | 25,5 | 25,5 | 23,3 | 26,0 | 29,5 | 31,1 | 29,5  | 28,3  | 27,6  |
| Средняя температура, °C                                                                     | 22,6  | 22,4  | 21,6 | 20,2 | 17,1 | 17,1 | 14,6 | 16,9 | 20,6 | 23,1 | 23,0  | 22,6  | 20,2  |
| Средний суточный минимум, °C                                                                | 16,9  | 16,5  | 15,0 | 12,8 | 8,7  | 8,7  | 5,9  | 7,8  | 11,7 | 15,2 | 16,5  | 16,9  | 12,7  |
| Норма осадков, мм                                                                           | 158,7 | 119,1 | 62,6 | 29,1 | 5,3  | 2,0  | 0,5  | 0,4  | 5,4  | 24,8 | 85,4  | 144,6 | 637,9 |
| Источник: http://www.weatherbase.com/weather/weather.php3?s=592643&cityname=Kwekwe-Midlands |       |       |      |      |      |      |      |      |      |      |       |       |       |

## История
История города связана с приходом в эти места европейцев в конце XIX века. В 1894 году здесь были обнаружены следы золотодобычи, имевшей место ещё в древности. Само поселение было основано в 1902 году и получило своё имя по названию протекающей здесь реки Квекве (на языке местного населения «квекве» обозначает либо кваканье лягушки, либо толпу). В 1902 году Квекве получил статус деревни, в 1928 — небольшого города (тауна), а в 1934 — городского муниципалитета. С 1980 года — в составе независимого государства Зимбабве.

## Население
Согласно переписи, прошедшей в 2002 году, численность населения Квекве составляла 93 608 человек. По оценке 2010 года, этот показатель возрос до 99 149 человек. В 2017 году число жителей достигло 108 178 чел.

## Экономика
В настоящее время Квекве — промышленно развитый город, расположенный на выгодном месте в самом центре страны, на середине автомобильных и железных дорог, соединяющих два самых крупных города Зимбабве — Хараре и Булавайо. На промышленных предприятиях города производят сталь и хром, а также рельсы для железнодорожного полотна. Жители вокруг города занимаются сельским хозяйством, в том числе выращиванием табака и разведением крупного рогатого скота. Также здесь находится один из крупнейших центров по производству удобрений в стране.
Ключевым звеном местной системы здравоохранения является Центральный госпиталь Квекве.